# Kampfgeschwader 53
Kampfgeschwader 53 "Legion Condor" foi uma unidade de caças pesados da Luftwaffe que prestou serviço durante a Segunda Guerra Mundial. Esta unidade participou em todas as frentes de combate em que a Luftwaffe marcou presença durante todo o período da guerra. Operou os principais bombardeiros alemães, o Dornier Do 17, o Heinkel He 111 e o Junkers Ju 88.

## Comandantes
- Oberst Philipp Zoch, 1 de maio de 1939 a 31 de julho de 1939
- Oberst Erich Steel, 1 de agosto de 1939 a dezembro de 1940
- Oberst Paul Weitkus, 15 de dezembro de 1940 a 31 de outubro de 1942
- Oberst Karl-Eduard Wilke, 1 de novembro de 1942 a 31 de março de 1943
- Oberstleutnant Fritz Pockrandt, 14 de abril de 1943 a 15 de março de 1945